# Noms de famille donnés aux anciens esclaves des colonies françaises

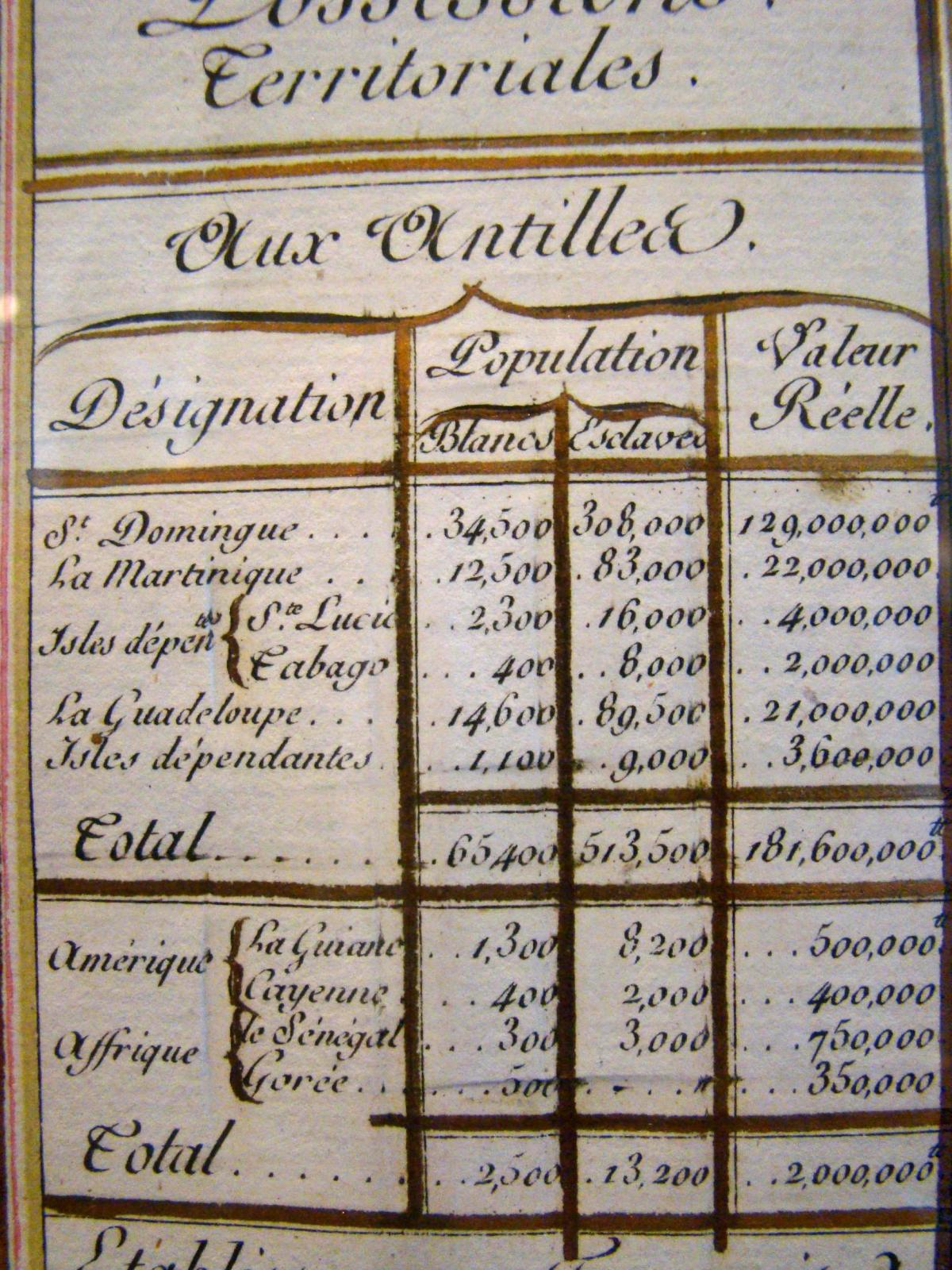
Relevé de la population dans les colonies françaises en 1789. Musée national des douanes à Bordeaux.

Les noms de famille donnés aux anciens esclaves des colonies françaises ont été essentiellement choisis après la seconde abolition de l'esclavage de 1848. Ces patronymes et matronymes ont été attribués aux anciens esclaves des colonies françaises de Guadeloupe, Guyane, Martinique et Réunion lorsqu'ils ont été affranchis ou après l’abolition définitive de l'esclavage en France.
Les noms donnés aux enfants étaient souvent les noms de famille de leur mère. C’est pourquoi les termes « matronyme » et « patronyme » peuvent être utilisés ensemble pour désigner les noms de famille donnés après 1848, plutôt que le seul terme « patronyme ».

## Historique

### Avant 1848
Si le Code noir exige des maîtres qu'ils baptisent leurs esclaves, ceux-ci sont considérés comme des biens meubles. Ils portent le « nom » que leurs propriétaires leur attribuent après l'achat, et sont marqués au fer des initiales de l'acquéreur à l'aide d'une estampille. Les esclaves n'ont pas d'état civil. Les appellations attribuées ne sont pas des noms de famille : elles ne se transmettent pas aux descendants.
C’est le 20 septembre 1792 que l’Assemblée nationale législative créa en France métropolitaine les registres d’état civil. Le décret du 6 fructidor an II (23 août 1794) décida (article I) qu’« aucun citoyen ne pourra[it] porter de noms ni de prénoms autres que ceux exprimés dans son acte de naissance ». Ces registres consignaient les trois événements les plus remarquables de l’existence d’un individu : sa naissance, son mariage et sa mort. Dans les colonies avant 1848, seuls les libres étaient inscrits dans les registres d’état civil. Après son affranchissement, le nouveau libre était inscrit dans la partie « naissance » de l’état civil à l’âge de son émancipation : il naissait donc le jour de son émancipation.
Une ordonnance du 11 juin 1839 impose que les esclaves portent un numéro matricule et soient déclarés et enregistrés par leurs propriétaires sur des registres matricules d’esclaves qui seraient établis dans chaque commune. Un numéro ou un surnom peut être attribué aux esclaves dans des cas d'homonymie. Cette ordonnance précise également que les affranchis devront se voir attribuer un nom de famille et un prénom, excluant « des noms patronymiques connus pour appartenir à une famille existante, à moins du consentement exprès et par écrit de tous les membres de cette famille », et disposant que « seront seuls reçus comme prénoms, sur les registres de l’état civil, les noms en usage dans le calendrier grégorien et ceux des personnages connus dans l'histoire ancienne ».

### Après 1848
Le 27 avril 1848 est promulgué le décret d’abolition de l’esclavage dont l’article 1er dispose que « l’esclavage sera entièrement aboli dans toutes les colonies et possessions françaises deux mois après la promulgation du présent décret dans chacune d’elles ».
Conformément aux instructions de la Commission pour l'abolition de l'esclavage, présidée par Victor Schœlcher, sont établis des « registres des nouveaux libres » pour recenser les noms de famille attribués aux nouveaux affranchis, selon « un système de noms variés à l’infini par interversion des lettres de certains mots pris au hasard », mais surtout pas à partir de noms de famille existant dans la colonie (sous-entendu des familles béké) ni en usage dans la France métropolitaine,. Dans la pratique, le choix du patronyme est à l'initiative de l'officier d'état civil, et des noms  « saugrenus ou dégradants » sont choisis pour certains anciens esclaves tels Crétinoir, Satan, Malcousu, Trouabal, Négrobar, Macabre, Passavoir, Coucoune, Dément, Gros-Désir, Bonnarien, Comestible, Zéro,...
Pour le théologien et anthropologue suisse Philippe Chanson, « la dotation de noms honteux est un phénomène qui a certes toujours existé mais, ici, le phénomène est indéniablement lié pour une bonne part à la stigmatisation raciale systématique stratégiquement mise en place en régime d’exploitation d’êtres humains : l’esclavage ». Probablement, « dès l’Abolition (...) le défi colossal de redonner à chaque ancien esclave nouveau libre un nom qui le “civilise” et le proclame citoyen a connu des débordements impitoyables ». Le chercheur estime que la proportion de la population actuelle des Antilles et de la Guyane portant des noms «problématiques» se situe entre 5 et 10% ».

### Action mémorielle
Le 26 mai 2012, à la veille de la commémoration de la fin de l'esclavage, le conseil régional de la Guadeloupe et le Comité marche du 23 mai 1998 publient un site web, anchoukaj.org, « premier site qui répertorie les patronymes attribués aux esclaves de Guadeloupe et Martinique au moment de l'abolition ».
Le 23 mai 2013, une stèle d'hommage aux esclaves est installée à Saint-Denis (Seine-Saint-Denis), en présence des ministres Victorin Lurel et George Pau-Langevin. Elle comporte « 213 prénoms, matricules d’esclaves et patronymes attribués aux nouveaux libres de la Guadeloupe et de la Martinique après l’abolition de 1848 ».

## Guadeloupe
Le 27 mai 1848 est définitivement aboli l'esclavage en Guadeloupe par le gouverneur Marie Jean-François Layrle. Supervisée par des officiers d'état civil, l'attribution des noms de famille commence en août 1848 aux Abymes et se termine en décembre 1862 à Sainte-Rose. Elle aura concerné près de 90 000 Guadeloupéens sur une population totale d’environ 130 000 habitants.

## Guyane
Le 10 juin 1848, la fin de l’esclavage est proclamée par le Commissaire général de la République en Guyane André-Aimé Pariset. À cette date, la colonie compte 14 000 esclaves qui seront dotés d'un nom,,,.
Une base de données réalisée à partir d'archives, a l'objectif de recenser les noms des esclaves et affranchis de Guyane.

## Martinique
Le gouverneur de la colonie, le général Rostoland proclame l'abolition de l’esclavage sur l’île le 23 mai 1848. La nomination des nouveaux libres débuta en septembre 1848 pour durer officiellement jusqu’au 1er janvier 1859, elle concerne plus de 67 000 Martiniquais soit environ 60% de la population de l’île.
Une étude publiée en 2011,recense environ 20 000 noms de famille attribués et propose une classification en treize catégories : noms français (environ 30%), surnoms (groupe nominal ou adjectival, nom inventé, nom injurieux : environ 27%), anagramme du nom du maître, anagramme ou modification du prénom (environ 12%), patronyme-prénom, nom tiré de l’histoire ancienne, nom historique, littéraire ou artistique, nom tiré de l’environnement naturel, nom tiré de l’environnement humain, nom africain (environ 13%), nom britannique, nom espagnol ou portugais, nom d’une autre origine (caraïbe, flamand, néerlandais, allemand, italien, polonais). 60% des noms africains ont été attribués à des personnes nées en Afrique et 40% à des personnes nées en Martinique.

Exemples de noms attribués :
- noms bibliques ou de l’histoire ancienne : Alcindor, Barabas, Bazabas, Cham, Cicéron, Gordien, Hégésippe, Hippocrate, Légitimus, Salomon, Venus ;
- noms africains : Angloma, Baguio, Zaïre, Zuma ;
- anagrammes ou des noms créés de toutes pièces, « par interversion des lettres ou de mots pris au hasard » : Anelka (cannelle), Decilap (placide), Neotic (citoyen), Nitellub (bulletin), Nitram (Martin), Fleriag (fragile), Emal (lame), Keclard (Clarke), Naimro (romain), Seminor (rosemain), Siger (Régis), Eriacl (Claire), Mirsa (Samir), Risal (salir), Nilor (rolin), Erepmoc (compère), Nerovique (Véronique), Esor (rose), Succab (Bacchus), Voustad (Davoust) ;
- autres noms (fleurs, de plantes ou d’animaux, de métiers, d’outils, de métaux) : Acajou, Café, Ciseau, Lapin, Palmier, Rosier ;
- noms péjoratifs ou injurieux : Anretard, Coucoune, Crétinoir, Macabre, Beaunoir.

L’analyse plus précise de ces registres montre que certains noms de famille sont typiques de certaines communes (on ne les retrouve que là). De plus, à la différence de la Guadeloupe, le même nom de famille pouvait être attribué dans la même commune à plusieurs personnes non apparentées.

## La Réunion
De novembre 1848 à janvier 1849, les officiers d'État-civil ont inventé de toutes pièces des dizaines de milliers de noms attribués aux plus de 60 000 esclaves affranchis massivement. Environ la moitié sont parvenus jusqu'à nous.
Le registre des noms donnés aux anciens esclaves affranchis démarre en 1832 et témoigne de l’imagination des officiers de l’état-civil :
- Anagramme du prénom en nom : Denis = Diens ; Caroline = Enilorac ; Paul = Laup ;
- Anagramme du nom du « maître » : Techer = Cherte ; Nativel = Levitan ou Velitan ;
- Utilisation de noms de baptême européens : Adam, Aubry, Lauret, Robert… ;
- Le surnom devient le nom : Augustin dit Félix = Félix ;
- Le prénom devient nom : Céline = Marie Celine ; Jeanne, Louise, Elisabeth, Agathe, Françoise… ;
- Transformation du prénom : Ferdinand = Dinan ; Brigitte = Zitte ;
- Utilisation d’une partie du nom de famille du « maître » : Geneviève, affranchie par Maureau = Geneviève Maur ;
- Référence aux caractéristiques physiques ou morales : Bègue, l'Éveillé, Jovial, Charitable, Sincère ;
- Référence à des lieux géographiques : Zulimée Rennes, Marie Basse-Terre, Jean Niagara ;
- Référence à un navire : le Lily = Lily (île Maurice) ;
- Origine ethnique : Louis Malais, Gilbert Mauritius… ;
- Cadre de vie : Hyacinthe Cocotier, Estelle Laravine, Jean-Marie Piton… ;
- Personnages historiques : Bernadotte, Dagobert, Napoleon, Malbrouck (Marlborough), Charlemagne…[17] ;
- Références bibliques et antiquité : Hamilcar(o), Hannibal, Hérode, Melchior, Nabuchodonosor… ;
- Nature du travail : Ferblantier, Chambrière… ;
- Objets : Chapeau, Lenclume, Tabouret… ;
- Plantes : Réséda, Jasmin… ;
- Rares noms d'origines africaines et malgaches : Zoogones, Moutou (peut-être tamoul ?)… ;

De plus, les membres d'une même famille pouvaient se voir attribuer des patronymes différents.